# Arcidiecéze Rijeka
Arcidiecéze Rijeka (latinsky Archidioecesis Fluminensis) je římskokatolická diecéze v Chorvatsku. Arcidiecéze má tři sufragánní diecéze: diecéze Krk, diecéze Poreč a Pula, diecéze Gospić-Senj. Katedrálním kostelem je katedrála sv. Víta v Rijece. Současným rijeckým arcibiskupem je od roku 2000 Ivan Devčić, jehož koadjutorem je od ledna 2020 biskup Mate Uzinić.

## Stručná historie

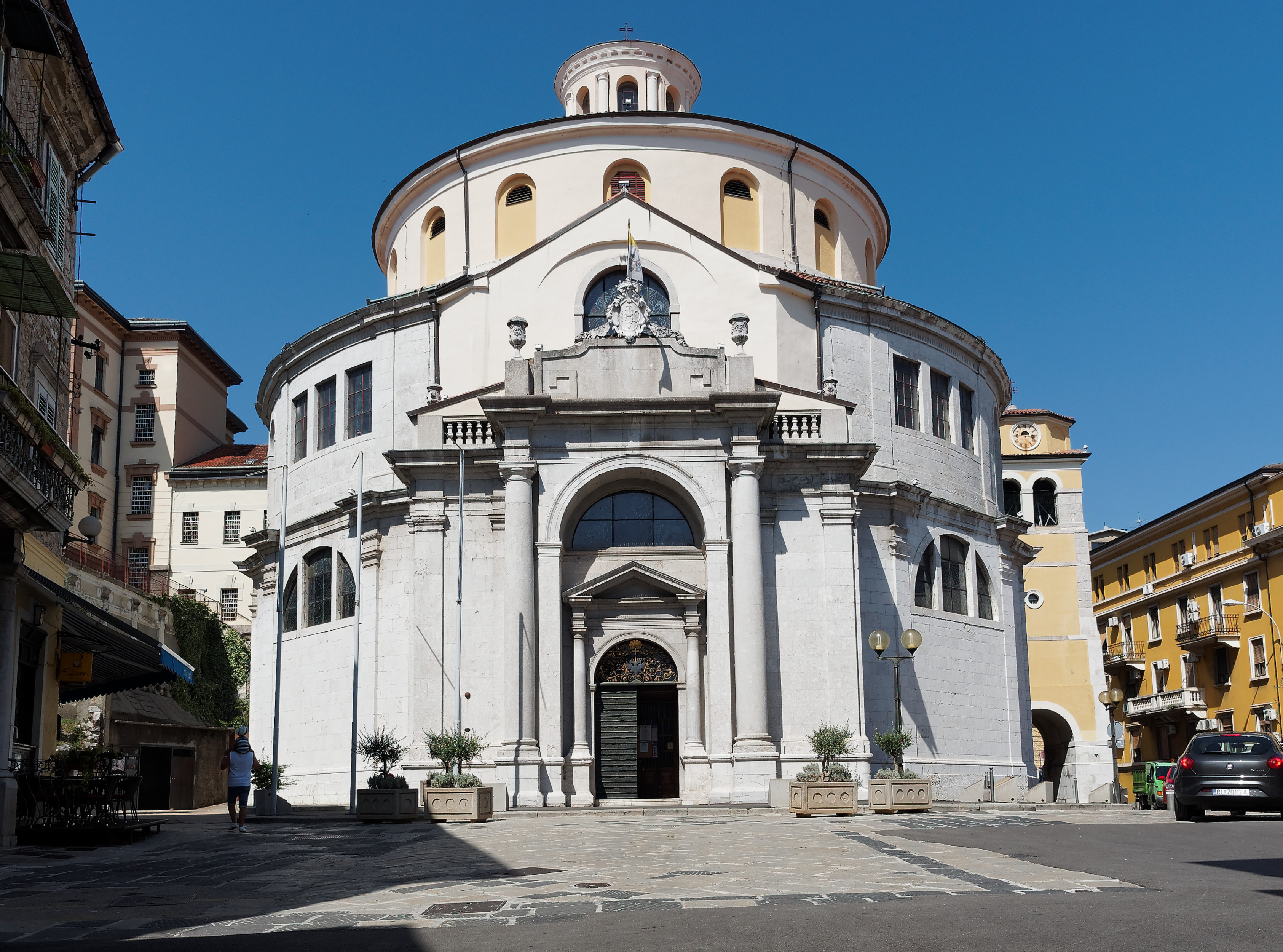
Rijecká katedrála sv. Víta

Zřejmě již v 11. století vznikl rijecký archidiakonát, původně součást diecéze pulské, roce 1751 byl součástí provincie kaločské, od roku 1852 pak provincie záhřebské. 
V roce 1920 byla vytvořena apoštolská administratura rijecká, roku 1925 povýšená na diecézi a roku 1969 na metropolitní arcidiecézi Rijeka-Senj. Od roku 2000 nese aktuální jméno.